# ケリー・ティーボー
ケリー・ティーボー（Kelly Thiebaud, 1982年8月28日 - ）は、アメリカ合衆国の女優である。

## 出演作品

### テレビ
- アメリカン・ティーンエイジャー 〜エイミーの秘密〜
- キャッスル 〜ミステリー作家は事件がお好き
- CHUCK/チャック（イヴリン・ショウ）

### オリジナルビデオ
- ホステル3（エイミー）